# メイビー (シャンテルズの曲)
「メイビー」（"Maybe"）は、シャンテルズの1957年のシングル曲。
当初エンド・レコードのオーナーであるジョージ・ゴールドナーと「ケイシー」が作詞作曲にクレジットされていた楽曲。共作のクレジットは、のちにリチャード・バーレットに変更された。シャンテルズのリードシンガーであるアーリーン・スミスは、クレジットはされていないが共作者だったと考えられている。初録音は1957年10月16日に、バーレットのピアノ伴奏のドゥーワップスタイルでシャンテルズによって行われ、1957年12月にリリースされた。1958年にチャートを駆け上り、ビルボード誌のHot 100の15位に、ビルボードホットR&B/ヒップホップ・ソングスチャートの2位に到達した。その後、「ガール・グループ・サウンドの真の兆しといえる最初の曲」と評された。ローリング・ストーン誌は、この曲をローリング・ストーンの選ぶオールタイム・グレイテスト・ソング500の199位に位置付けた。この曲はまた、ロバート・クリストガウの『クリストガウのレコードガイド：70年代のロックアルバム（1981年）に掲載された、1950年代および1960年代の録音の「基本レコード・ライブラリー」にも含まれている。
ビルボード誌はこの曲を史上最高の偉大な100曲のガール・グループ・ソングのリストの60位に位置付けた。
この曲はまた、1966年にザ・スリー・ディグリーズに、1969年にジャニス・ジョプリンによってアルバム『コズミック・ブルースを歌う』で、1970年にふたたびザ・スリー・ディグリーズによってカバーされている。
ミゲル・マトゥテ・プロジェクトは2019年にモニカ・マイエンをボーカルに迎えたバージョンを録音し、アルバム『デスデ・アデントロ・イ・オトロス・アスントス』に収録された。

## 収録アルバム
シャンテルズのオリジナルの音源は、1963年のコンピレーションアルバム『Golden Goodies Vol. 3』（Roulette R-25218）に収録された。また、1973年のコンピレーションアルバム『Rock 'N' Soul 1958』（ABCX-1958）や、1975年のコンピレーションアルバム『More American Graffiti』（MCA2-8007）にも収録された。